# 1940年代のバレーボール
< 1940年代
- 1940年代前後:1930年代のバレーボール - 1940年代のバレーボール - 1950年のバレーボール

## できごと
- 1942年 - ASカンヌ・バレーボールが創設
- 1945年 - ユーゴスラビアリーグが開幕
- 1945年 - OKレッドスター・ベオグラードが創設
- 1945年 - OKラドニチュキ・クラグイェヴァツが創設
- 1945年 - イランバレーボール連盟が設立
- 1946年 - クロアチアバレーボール連盟が設立
- 1946年 - セルビアバレーボール連盟が設立
- 1946年 - 南米バレーボール連盟が設立
- 1946年 - OKヴォイヴォディナ・ノヴィサドが創設
- 1946年 - HAOKムラドスト・ザグレブが創設
- 1946年 - CSKAモスクワ (男子バレーボール)が創設
- 1946年 - イタリア・セリエAが開幕
- 1946年 - パッラヴォーロ・パルマが創設
- 1946年 - 国民体育大会バレーボール競技 第1回大会が開催（9人制）
- 1947年5月11日 - 東京都憲法記念大会の決勝で東京女子高等師範学校が中村高等女学校の連勝を149で止める
- 1947年 - フランス・パリにて、国際バレーボール連盟（FIVB）が創設（アメリカ、イタリア、ウルグアイ、エジプト、オランダ、ユーゴスラビア（現・セルビア）、チェコスロバキア（現・チェコ）、ハンガリー、ブラジル、フランス、ベルギー、ポーランド、ポルトガル、ルーマニアの14カ国が参加）
- 1947年 - ポルトガルバレーボール連盟が設立
- 1947年 - 東レ九鱗会発足
- 1948年 - イタリア・ローマにて、第1回バレーボール欧州選手権男子大会が開催
- 1948年 - 久光製薬鳥栖工場バレーボール部活動開始
- 1949年 - チェコスロバキア・プラハにて、第1回バレーボール欧州選手権女子大会が開催
- 1949年 - チェコスロバキア・プラハにて、第1回バレーボール世界選手権男子大会が開催
- 1949年 - モンテネグロバレーボール連盟が設立
- 1949年  - アルバニア、トルコ、ノルウェー、ブルガリア、レバノンの5カ国が、新たにFIVBに加盟

## 国際大会
- 1948年男子欧州選手権
  - 金メダル： チェコスロバキア
  - 銀メダル： フランス
  - 銅メダル： イタリア
- 1949年女子欧州選手権
  - 金メダル： ソビエト連邦
  - 銀メダル： チェコスロバキア
  - 銅メダル： ポーランド
- 1949年男子世界選手権
  - 金メダル： ソビエト連邦
  - 銀メダル： チェコスロバキア
  - 銅メダル： ブルガリア

## 国内大会

### 日本
全日本総合選手権
| 年度 | 男子         | 男子       | 女子         | 女子         |
| 年度 | 優勝         | 準優勝     | 優勝         | 準優勝       |
| ---- | ------------ | ---------- | ------------ | ------------ |
| 1940 | 昭和製鋼     | 早稲田大学 | 中村女       | 日紡尼崎     |
| 1941 | 中止         |            | 中止         |              |
| 1942 | 東京帝国大学 | 呉工廠     | 中村女倶     | 岡崎みくさ会 |
| 1943 | 中止         |            | 中止         |              |
| 1944 | 中止         |            | 中止         |              |
| 1945 | 中止         |            | 中止         |              |
| 1946 | 全兵庫       | 早稲田大学 | 中村女倶     | 岡崎みくさ会 |
| 1947 | 尼崎製鉄呉   | 福岡倶     | 岡崎みくさ会 | 中村女倶     |
| 1948 | 嚶鳴倶       | 早稲田大学 | 中村女倶     | 鐘紡淀川     |
| 1949 | 嚶鳴倶       | 東レ九鱗会 | 中村倶       | 北海ドレメ   |

## 誕生
1940年
- 1月17日 - 中野尚弘 （+2021年）
- 2月3日 - 佐藤安孝
- 3月31日 - 半田百合子
- 9月16日 - 井原文之

1941年
- 3月27日 - 近藤雅子
- 3月29日 - 渋木綾乃
- 5月20日 - 小瀬戸俊昭
- 6月10日 - 樋口時彦
- 7月8日 - 南将之 （+2000年）
- 11月13日 - 徳富斌
- 12月9日 - 松村好子

1942年
- 3月17日 - カルロス・ヌズマン
- 3月17日 - 森山輝久
- 4月29日 - 中村祐造 （+2010年）
- 11月4日 - 吉田節子 （+2014年）

1943年
- 1月14日 - 藤本佑子
- 11月21日 - 本田憲子
- 12月18日 - 磯部サダ （+2016年）

1944年
- 2月1日 - 猫田勝敏 （+1983年）
- 2月28日 - 白神守
- 3月8日 - 松村勝美
- 6月15日 - インナ・リスカル
- 7月31日 - 岡野昌弘
- 10月16日 - 佐々木節子

1945年
- 1月29日 - 篠崎洋子
- 3月6日 - 山下規子
- 5月11日 - 岩原豊子
- 7月2日 - 小泉勲
- 7月19日 - 木村憲治
- 8月4日 - 笠原洋子
- 8月19日 - 小野沢愛子
- 12月10日 - 小嶋由紀代

1946年
- 2月3日 - 飯田高子
- 4月25日 - 野口泰弘 （+2023年）
- 7月13日 - 宍倉邦枝 （+1998年）
- 9月16日 - 井上節子
- 10月8日 - 生沼スミエ
- 11月23日 - 三森泰明
- 12月12日 - 高山鈴江

1947年
- 1月22日 - 古川牧子
- 4月5日 - 福中佐知子
- 8月9日 - 森田淳悟
- 9月26日 - 横田忠義 （+2023年）
- 11月5日 - オレーク・アントロポフ （+2023年）
- 11月7日 - 浜恵子
- 11月13日 - シルヴァーノ・プランディ

1948年
- 2月15日 - 大古誠司
- 7月9日 - 前田健
- 11月9日 - ディミタル・ズラタノフ

1949年
- 2月16日 - 島影せい子
- 3月12日 - 佐藤哲夫
- 5月9日 - 嶋岡健治
- 7月1日 - 深尾吉英

## 死去
- 1942年12月27日 - ウィリアム・G・モーガン （72）